# Sydney Chapman
Sydney Chapman   (Eccles, 29 de gener de 1888 - Boulder, 16 de juny de 1970) fou un matemàtic i geofísic britànic.

## Biografia
Chapman va néixer a Eccles, prop de Salford, Gran Manchester, Anglaterra. El 1904, als 16 anys, Chapman va ingressar a la Universitat Victoria de Manchester amb la intenció d'estudiar enginyeria en el departament encapçalat per Osborne Reynolds. Chapman va ser deixeble dels professors de matemàtiques Horace Lamb i J. E. Littlewood, qui va venir de Cambridge en l'últim any de Chapman a Manchester. Tot i haver-se graduat amb una llicenciatura en enginyeria, Chapman es va tornar tan entusiasta de les matemàtiques que s'hi va quedar un any més per obtenir també un grau de matemàtiques. Seguint el suggeriment de Lamb, Chapman sol·licità una beca per al Trinity College (Cambridge). Al principi, aconseguí només una beca parcial com a sizar (és a dir, com servent d'altres estudiants), però a partir del segon any, va rebre una beca completa. Es va graduar com a wrangler el 1910. Va començar a investigar en matemàtiques pures amb Godfrey Harold Hardy, però aviat va ser nomenat assistent en cap de Sir Frank Dyson, astrònom reial del Reial Observatori de Greenwich, on va estar encarregat de dissenyar un observatori magnètic.
De 1914 a 1919 va tornar a Cambridge com a professor de matemàtiques i fellow del Trinity College (Cambridge), ja que com ferm pacifista va ser exempt de participar en la Primera Guerra Mundial. A continuació, va ocupar la càtedra Beyer de matemàtiques aplicades a la universitat de Manchester entre 1920 i 1924, i després es va traslladar a l'Imperial College London. Hitler i el nazisme va modificar les seves idees pacifistes i durant la Segona Guerra Mundial, va treballar per l'oficina de guerra en tasques de recerca militar.
En acabar la guerra, el 1946, Chapman va ser escollit catedràtic (Sedleian Professor) de Filosofia natural a la universitat d'Oxford, i va ser nomenat fellow del Queen's College. El 1953, en jubilar-se d'Oxford, Chapman va reprendre la investigació i l'ensenyament en diferents llocs del món, sobre tot a la Universitat d'Alaska i a la Universitat de Colorado a Boulder, i també en llocs tan distants com Istanbul, El Caire, Praga i Tòquio.
Chapman es va morir a Boulder, Colorado, el 1970 a l'edat de 82 anys.

## Obra
Els èxits matemàtics més destacats de Chapman van ser en el camp dels processos estocàstics (processos d'atzar), especialment en processos de Markov. En el seu estudi dels processos estocàstics de Markov i les seves generalitzacions, Chapman i el rus Andrei Kolmogórov van desenvolupar de manera independent el conjunt de les equacions fonamentals d'aquest camp, conegudes com la llei de Chapman-Kolmogórov.
A Chapman, se li atribueix l'elaboració, el 1930, d'un estudi sobre els mecanismes fotoquímics que donen lloc a la capa d'ozó.
Chapman també és reconegut com un dels pioners de la física solar-terrestre. Aquest interès es deriva del seus primers treballs sobre la teoria cinètica dels gasos, conjuntament amb el físic suec David Enskog. Chapman va estudiar les tempestes magnètiques i les aurores, va desenvolupar les teories per a explicar-ne la relació amb la interacció del camp magnètic de la Terra amb el vent solar.
Chapman va ser president de la Comissió Especial per a l'Any Geofísic Internacional (AGI). La idea de crear l'AGI va ser conseqüència d'una discussió el 1950 entre Chapman i altres científics, entre ells James Van Allen. L'AGI es va dur a terme el 1957-58, i va donar lloc a grans avenços en àmbits com la Terra i les ciències de l'espai, així com la que condueix al llançament del primer satèl·lit artificial. El paper de Chapman a l'AGI i el seu suport per al treball en les aurores i els núvols noctilucents, especialment amb científics alemanys, ha estat estudiat per Wilfried Schröder.

## Guardons
Chapman va rebre molts honors durant la seva carrera, incloent-hi el Premi Smith el 1913, l'elecció com a membre de la Royal Society el 1919, Royal Medal el 1934, membre de la London Mathematical Society i Medalla Morgan el 1944. El 1949, va ser guardonat amb la Medalla d'Or de la Royal Astronomical Society i va ser elegit membre de la Royal Society d'Edimburg el 1953. El 1964, va ser guardonat amb la Medalla Copley de la Royal Society. A més de la Royal Society i la Royal Society d'Edimburg, va ser elegit membre de les Acadèmies Nacionals de Ciències dels Estats Units, Noruega, Suècia i Finlàndia. Va exercir com a president de la Societat Matemàtica de Londres el 1929-1931.
El cràter lunar Chapman va ser anomenat en el seu honor, com la construcció de l'edifici Sydney Chapman al campus de la Universitat d'Alaska Fairbanks (UAF). Aquest edifici va servir de primera llar permanent de la UAF, l'Institut Geofísic Nord-Americà.